# Štíty
Štíty (in tedesco Schildberg) è una città della Repubblica Ceca facente parte del distretto di Šumperk, nella regione di Olomouc.